# Мананара (национальный парк)
Национальный парк «Мананара» (фр. Parc National Mananara Nord) — национальный парк Мадагаскара, расположенный в округе Мананара в районе Аналанджируфу в провинции Туамасина, в 280 километрах к северу от Туамасина. С 1990 года входит во всемирную сеть биосферных резерватов.

## Физико-географическая характеристика
230 км² парка приходится на сушу, ещё 10 км² — морская часть. Парк включает три острова: Нози-Антафана (Nosy Antafana), Нози-Рангонтси (Nosy Rangontsy) и Нози-Хели (Nosy Hely). По территории парка протекает несколько рек на восток к побережью.
Площадь биосферного резервата составляет 1400 км². Ядром резервата является национальный парк, ещё 150 км² относится к буферной зоне и 1010 км² — к транзитной. По данным 1995 года на территории резервата проживало 47 тысяч человек. На его территории находятся населённые пункты Antanambe, Imorona, Mananara, Antanananivo, Sandrakatsy, Ambatoharanana, Antanambaobe.

## Флора и фауна
На территории парка произрастает более 1200 видов наземных растений, включая около 50 видов пальм, среди которых два эндемика острова.
На территории парка можно встретить около 80 видов птиц (37 из которых являются эндемиками острова, включая краснохвостая ванга, мадагаскарская пустельга, малый попугай-ваза), 13 видов лемуров (включая такие редкие виды как волосатоухий лемур, лемур вари, индри, белолобый индри, ай-ай и восточный шерстистый лемур, который является эндемиком острова), 17 видов грызунов. К редким видам также относятся широкополосый мунго, фаналука, бурохвостый мунго, мелкозубый мунго, фосса. В пресноводной части парка водится 7 видов рыб.
В акватории парка и на островах произрастает 114 видов растений, включая 7 из 9 мангровых, встречающихся на острове. В акватории парка обитает 179 видов рыб, 132 вида стрекающих, 16 видов членистоногих, по два вида рептилий и млекопитающих.